# Єнісейський кряж
Єнісе́йський кряж (рос. Енисейский кряж) — підведений південно-західний край Середньосибірського плоскогір'я, в Красноярському краю Росії.
- Довжина близько 700 км.
- Висота в центральній частині 800—900 м; найбільша 1104 м (гора Енашимський Полкан).

Знаходиться на півночі Азії. Складений гнейсами, кристалічними сланцями і вапняками, прорваними інтрузіямі гранітів, з якими пов'язані родовища золота, що розробляються.
Має округлі вершини і пасма, розчленований мережею широких заболочених долин.
Вище гирла Підкам'яної Тунгуски Єнісейський кряж перетинається долиною Єнісею, де останній утворює Осиновський поріг.
На схилах темно-хвойна тайга, найвищі вершини безлісі, зайняті чагарниками («єрнік») або кам'янистими розсипами.

## Корисні копалини
Родовища залізняку, бокситів, магнезиту, тальку тощо.